# Anemopaegma flavum
Anemopaegma flavum là một loài thực vật có hoa trong họ Chùm ớt. Loài này được Morong mô tả khoa học đầu tiên năm 1892.